# Ursuline Academy

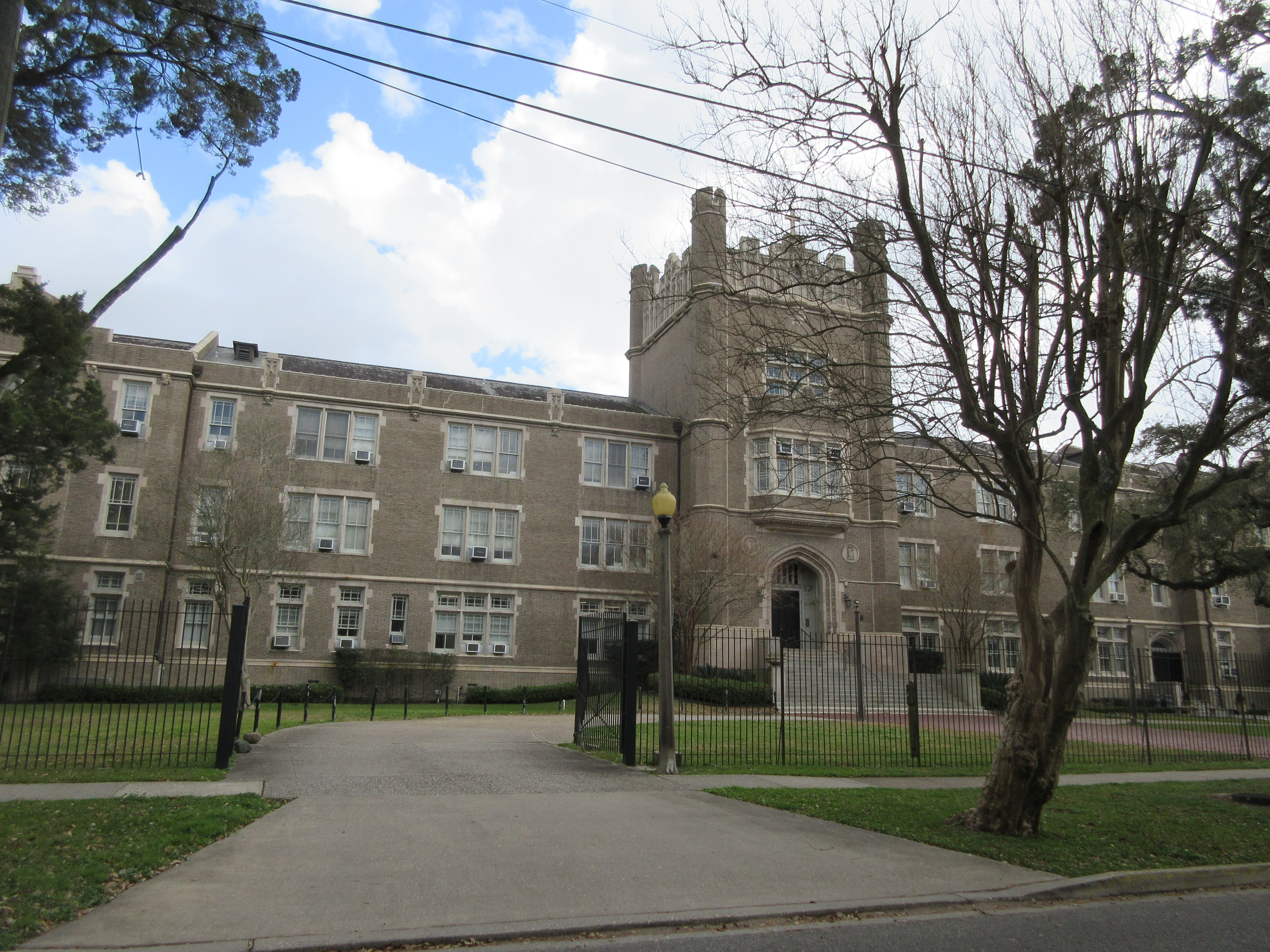
Ursuline Academy

Ursuline Academy är en privat katolsk grundskola (elementary school till high school) för flickor i New Orleans, Louisiana i USA. Den ägs av ursulinerorden i New Orleans. Skolan grundades 1727 av Old Ursuline Convent och är den äldsta katolska skolan, och den första skolan för flickor, i USA.